# Peter Akinola

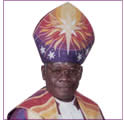
Peter Akinola

Peter Jasper Akinola (* 27. Januar 1944 in Abeokuta, Nigeria) war 2000 bis 2010 Primas der anglikanischen Church of Nigeria, seit 1997 Erzbischof der Province III der Church of Nigeria (die den Norden und Mitte Nigerias abdeckt) und seit 1989 Bischof von Abuja. Peter Akinola gehört theologisch zur Low Church und gilt als konservativer Evangelikaler. Akinola galt als Primas als die führende Persönlichkeit der zahlenmäßig überlegenen konservativen Provinzen der anglikanischen Gemeinschaft, die auf dem Konsens von Lambeth 98 bestehen und damit in starkem Gegensatz zur Mehrheitsposition in den liberalen Provinzen der Episkopalkirche der Vereinigten Staaten und Anglikanischen Kirche von Kanada stehen. Aus diesen Provinzen war der Vorwurf zu hören, er wolle die Spaltung der Anglikanischen Kirche erreichen.

## Leben
Akinola kam im Südwesten von Nigeria in einer christlichen Yoruba-Familie zur Welt. Sein Vater starb, als er vier Jahre alt war, und Akinola musste wegen der knappen Verhältnisse früh aus der Schule ausscheiden.
Er lernte das Schreinerhandwerk und hatte mit zwanzig ein erfolgreiches Möbelgeschäft und daneben durch Fernkurse sein Abitur nachgeholt. Anfang zwanzig entschied er sich, anglikanischer Priester zu werden, und studierte erst an einem anglikanischen Seminar in Nigeria und kurz nach seiner Ordination am Virginia Theological Seminary in den Vereinigten Staaten
Anfang der 1980er Jahre kehrte er nach Nigeria zurück und wurde mit der Aufgabe betraut, in der neuen Hauptstadt Abuja, die gerade im Bau war, eine anglikanische Präsenz zu schaffen. Akinola hält es für einen seiner größten Erfolge, dass er in Abuja aus dem Nichts eine große, vitale anglikanische Gemeinde errichten konnte.
1989 wurde er zum Bischof von Abuja gewählt, und 1997 zum Erzbischof der Provinz III bestehend aus den nördlichen Diözesen Nigerias. Am 22. Februar 2000 wurde er zum Primas der Church of Nigeria gewählt und damit zum Oberhaupt der fast 18 Millionen Mitglieder zählenden zweitgrößten Kirche in der Anglikanischen Kirchengemeinschaft.
Von 2004 bis Juni 2007 war Peter Akinola auch der Präsident der Christian Association of Nigeria, die sieben verschiedene Kirchen und mehrere christliche Organisationen in Nigeria vertritt. Als solcher hat er innerhalb eines Jahres das National Christian Centre in Abuja fertigbauen lassen, das 16 Jahre lang als National Ecumenical Centre eine Bauruine gewesen war.
Gegenüber Politikern hält er nicht mit seiner Meinung zurück. So sagte er 2007 dem gerade zurückgetretenen Präsidenten und wiedergeborenen Christen Olusegun Obasanjo von der Kanzel: „Jetzt befehlen wir ihnen von dieser Kanzel herab, dass Sie den Rest ihres Lebens dem Dienst an Gott und dem demütigen Dienst an Ihren armen Nachbarn widmen müssen.“
2003 wurde Akinola zum Vorsitzenden des 42 Millionen Anglikaner umfassenden Rats der Anglikanischen Provinzen in Afrika (Council of Anglican Provinces in Africa, CAPA) gewählt, der aus den 12 afrikanischen Provinzen und der Diözese von Ägypten besteht. Neben dieser Funktion hatte er auch den Vorsitz beim dritten Treffen des 18 Provinzen und 55 Millionen Anglikaner umfassenden Global South of the Anglican Communion.
Im Mai 2006 und erneut im Mai 2007 wurde er vom Time Magazine unter den 100 einflussreichsten Leuten der Welt aufgeführt. Auch die nigerianische Zeitung This Day erteilte ihm zusammen mit Kofi Annan einen Lifetime Achievement Award auf dem Gebiet „Strengthening Democracy, Growing the Human Capital“.
Peter Akinola ist verheiratet und Vater von sechs Kindern.

## Kirchenpolitik

### Die Vision der Church of Nigeria
Eine seiner ersten Handlungen als neuer Erzbischof war es, 400 Bischöfe, Priester, Laien und Mitglieder der Müttervereinigung zusammenzurufen, um unter der Leitung von Ernest Shonekan, einem früheren Präsidenten von Nigeria, eine Vision für die Kirche von Nigeria zu erarbeiten. Der Prozess bestand in einer nüchternen, realistischen Bestandesaufnahme der gegenwärtigen Situation, einem Erarbeiten einer Vision in verschiedenen Gruppen, die dann im Plenum zusammengeführt wurde, und dem erarbeiten von konkreten Arbeitsschritten, um diese Vision zu erreichen.
Die Vision lautete:
Die Kirche von Nigeria (Anglikanische Kirchengemeinschaft) soll sein: biblisch, geistlich dynamisch, geeint, diszipliniert, selbst-finanziert, verpflichtet auf pragmatische Evangelisation und sozialen Einsatz. Sie soll eine Kirche sein, die die echte Liebe Christi verkörpert.
Zu den konkreten Schritten, die erarbeitet wurden, gehörte unter anderem:
- auf zentraler Ebene
  - das Übersetzen der liturgischen Bücher in weitere Sprachen
  - das Bilden einer Arbeitsgruppe von 3000 führenden Laienpersönlichkeiten, die sich um das Fundraising kümmern und die Bischöfe davon entlasten
  - das Bilden eines juristischen Unterstützungsteams, um das verfassungsgemäße Recht der Religionsfreiheit durchzusetzen
  - das Einrichten von theologischen Hochschulen und Universitäten
  - das Einrichten von Internetdienstleistungen für die Diözesen

- für jede Diözese
  - das Ausbilden von Vollzeitevangelisten
  - die on-the-job Ausbildung von Priestern und ihren Ehefrauen
  - das Ausarbeiten eines Wohlfahrtsprogramms für Unterprivilegierte
  - das Einrichten eines Hospitals mit mindestens 30 Betten
  - das Einrichten von weiterführenden Schulen

- auf Gemeindeebene
  - das Durchführen von Alphabetisierungskursen für Erwachsene
  - das Einrichten von Heimindustrie zur Verbesserung der lokalen Verhältnisse

### Verhältnis zu Muslimen
Im Februar 2006, nachdem gewalttätige Proteste von Muslimen wegen der Karikaturen-Kontroverse in Dänemark in Nigeria auf christliche Menschen und ihr Eigentum übergegriffen hatten, wobei etwa 43 Menschen starben, 30 Kirchen verbrannt wurden und 250 Geschäfte und Wohnhäuser zerstört waren, gab Akinola eine Erklärung in seiner Eigenschaft als Vorsitzender der Christian Association of Nigeria heraus: „Wir dürfen zu diesem Zeitpunkt unsere muslimische Brüder daran erinnern, dass sie kein Gewaltmonopol in dieser Nation haben.“. In der westlichen Presse wurde diese Erklärung als verschleierte Drohung von Gewalt gegenüber Muslime interpretiert und gesagt, auf diese Aussage hin hätten christliche Jugendliche in Onitsha gegen die Moslems zurückgeschlagen. In einem Interview mit Christianity Today erklärt Akinola, dass die westliche Presse, die die Verhältnisse in Nigeria nicht kennt, ihn falsch verstanden habe. Er sei in Kontakt mit dem Sultan von Sokoto, dem Oberhaupt der nigerianischen Moslems, und ein Treffen der muslimischen und christlichen Führer sei geplant. Er selbst habe während eines kürzlichen Treffens der Christian Association of Nigeria mit seinem Rücktritt gedroht, weil die Jugendlichen sagten, sie würden kämpfen und zurückschlagen. Die christlichen Attacken seien nicht eine Folge seiner Aussage gewesen, sondern erfolgt, als die Lastwagen mit den christlichen Opfern der muslimischen Übergriffe in Onitsha angekommen seien.

### Differenzen in der anglikanischen Kirchengemeinschaft
August 2003 erklärte Akinola, dass die Church of Nigeria, im Fall, dass  Gene Robinson als Bischof von New Hampshire geweiht werden würde, die Kirchengemeinschaft mit der US-amerikanischen Kirche überdenken müsste. Zahlreiche andere Bischöfe und Jurisdiktionen, darunter auch das Bistum Sydney, äußerten sich ähnlich. Am Allerheiligen 2003 wurde Robinson geweiht. Dadurch wurde eine Krise in der Anglikanischen Gemeinschaft ausgelöst. Beide Seiten in dem Konflikt sehen die jeweils andere Seite als verantwortlich für ein Schisma, sollte dies endgültig zustande kommen, und beide vertreten die Auffassung, es sei die jeweils andere Seite, die durch ihr Verhalten die Kirchengemeinschaft verlasse. Dies liegt unter anderem auch daran, dass beide die Kirchengemeinschaft anders definieren.
Akinola sieht die Debatte über Sexualität in der anglikanischen Gemeinschaft als Teil eines größeren theologischen Konflikts, bei dem es um die Grundlagen des anglikanischen Bekenntnisses gehe. Er geht dabei in Opposition zu Theologen wie John Shelby Spong, den früheren Bischof von Newark und Autor verschiedener kontroverser Bücher. „Wenn ein Bischof in einem anderen Teil der Welt das getan hätte, was Spong getan hat,“ meinte Akinola, „würde er abgesetzt. In den Vereinigten Staaten lächeln sie, weil sie mit ihm übereinstimmen.“
2003 gab Akinola zusammen mit Erzbischof Drexel Gomez, Primas der Church of the Province of the West Indies und Gregory Venables, Primas der Iglesia Anglicana del Cono Sur de América Claiming our Anglican Identity: The Case Against the Episcopal Church, USA heraus. Die Streitschrift wurde für die Primasse der anglikanischen Kommunion erarbeitet und beschreibt anhand von Beschlüssen der Lambeth-Konferenz und der einzelnen Gliedkirchen über die Selbstidentifikation und Mission der anglikanischen Gemeinschaft eine konservative Position bezüglich der Bischofsweihe von Gene Robinson, aber auch bezüglich der möglichen Implikationen dieser Weihe für die anglikanische Kirchengemeinschaft.
Akinolas erste Reaktion auf den Windsor Report 2004 der Lambeth Commission on Communion war offen kritisch. Das Communique der Primasse der ersten Afrikanischen Anglikanischen Bischofskonferenz, bei der Akinola zwei Wochen später präsidierte, ist im Vergleich dazu etwas entschärft, auch wenn es einige der gleichen Themen wie Akinolas erste Reaktion zum Ausdruck bringt, und bringt die Hoffnung zum Ausdruck, dass die Zukunft der anglikanischen Kirchengemeinschaft stärker durch afrikanische Sichtweisen beeinflusst werden möge.
Im September 2005 definierte die Church of Nigeria in ihrer Kirchenverfassung ihre Beziehung zur Anglikanischen Kirchengemeinschaft neu. An der Stelle von „in Kommunion mit dem Stuhl von Canterbury“ traten die Worte „in Kommunion mit allen anglikanischen Kirchen, Bistümer und Provinzen, die sich zum 'historischen Glauben, Doktrin, Sakrament und Disziplin der einen, heiligen, katholischen und apostolischen Kirche' bekennen“ („Communion with all Anglican Churches, Dioceses and Provinces that hold and maintain the Historic Faith, Doctrine, Sacrament and Discipline of the one Holy, Catholic, and Apostolic Church.“). In einer späteren Presseerklärung erläuterte Akinola ausführlicher, was damit gemeint sei: „Wir möchten feststellen, dass wir beim Verbessern der Kirchenverfassung klarstellen wollten, dass wir auf den historischen Glauben verpflichtet sind, der einst den Heiligen überliefert wurde und auf die traditionelle Praxis und Formeln der Kirche … Wir schätzen unseren Platz innerhalb der weltweiten Familie der Anglikanischen Kirchengemeinschaft, aber wir sind besorgt wegen der einseitigen Handlungen von jenen Provinzen die klar entscheiden sind unseren früheren gemeinsamen Glauben neu zu definieren. Wir haben uns entschieden, nicht mit ihnen unter dem gleichen Joch zu gehen, da wir unser Freiheitsrecht dem Glauben treu zu bleiben,vorziehen. Wir fahren jedoch fort, zu beten, dass es eine echte Umkehr geben wird.“ Auch diese Aussage wird unterschiedlich interpretiert: Befürworter seiner Aktion betonen seine Bekenntnis zur Kirchengemeinschaft; Gegner seine Entscheidung nicht „unter dem gleichen Joch zu gehen“. Einige Kritiker, wie Bischof Mwamba von Botswana, meinen, dass Akinola durch wohlhabende Konservative in den USA zur Parteinahme bewegt worden sei.
Ebenfalls im September 2005 schrieb Akinola an den Primas der Igreja Episcopal Anglicana do Brasil, Orlando Santo de Olivera. Er kritisierte dabei die Absetzung des Bischofs Robinson Cavalcanti und die Exkommunikation von über dreißig Priestern, was vom anglikanischen Primas Brasiliens als Einmischung in interne Angelegenheiten der brasilianischen Kirche scharf zurückgewiesen wurde. Ebenso erklärte er den von Bischof Jubal Neves in einer Streitschrift ausgedrückten und als offizielle Sicht der brasilianischen anglikanischen Kirche bezeichneten Standpunkt, welcher den Windsor Report und die vereinbarte theologische Position der Anglikanischen Kirche kritisierte, für „schockierend, schädlich und falsch“. Aufgrund dieses Schreibens ziehe das Organisationskomitee des Global South Encounters seine Einladung zurück, da eine solche Sichtweise bei dem Treffen kontraproduktiv sei.
Am 12. November 2005 unterschrieb Akinola einen Konkordat mit den Vorsitzenden Bischöfen der Reformierten Episkopalkirche und der Anglican Province of America, die ihrerseits nicht in Kirchengemeinschaft mit Canterbury stehen.
Am 15. November 2005 erschien ein Schreiben, unter denen die Namen der Primasse der 18 Provinzen des Global South of the Anglican Communion standen. Sie hatten am 3rd Global South Encounter teilgenommen, bei dem Akinola präsidierte. Dieses Schreiben war ein Brief an den Erzbischof von Canterbury, in dem die Krise in der anglikanischen Gemeinschaft als eine Krise der biblischen Autorität dargestellt wurde, die daraus entstünde, dass versucht würde, Christi Gnade von seinen moralischen Vorschriften zu trennen. Den Autoren des Briefs war das politische Dilemma der englischen Bischöfe als Mitglieder des House of Lords bewusst, die dadurch entstanden war, dass die britische Regierung sich in einem Punkt über das, was die Autoren für „klare christliche Lehre“ halten, hinweggesetzt hatte. Wegen der engen Verbindung von Staat und Kirche könne die Church of England keine Ausnahmeregelung beantragen, wie es die unabhängige römisch-katholische Kirche getan hat. Sie zeigten sich erfreut über neue Ansätze der Evangelisation, die Williams in England unterstützt, und fügen bei, dass sie Europa als „geistige Wüste“ sehen, wo die EU sogar vorschlägt, den Bezug auf das christliche Erbe aus ihrer Verfassung zu streichen. Sie bitten, dass Re-Evangelisation und Mission in Europa eine Priorität der Church of England sein möge, und bieten dafür ihre Unterstützung an. Drei der Primasse, die als Unterzeichner angegeben waren, Clive Handford, Bischof der Episkopalkirche von Jerusalem und dem Nahen Osten, sowie Drexel Gomez und Gregory Venables, distanzierten sich öffentlich von dem Brief und nannten es „skandalös“, eine „Tat der Ungeduld“ und „Lautsprecher-Diplomatie“.

### Haltung gegenüber Lesben und Schwulen
In westlichen Medien wird Akinola oft als homophob bezeichnet, nicht nur aufgrund seiner scharfen Reaktion auf die Bischofsweihe des in gleichgeschlechtlicher Partnerschaft lebenden Gene Robinson in der Episkopalkirche 2003, sondern auch wegen seiner offenen Unterstützung für staatliche Repressionen gegen Lesben und Schwule. Die New York Times berichtet, dass er, das einzige Mal, wo er wissentlich die Hand eines Schwulen geschüttelt habe, vor Schreck zurückgesprungen sei. Ein solches Verhalten ist gemäß dem wissenschaftlichen Sprachgebrauch als Homophobie einzustufen. Im Februar 2006 gab das Standing Committee der Church of Nigeria eine Stellungnahme ab, in der er im Namen seiner Kirche einen Gesetzentwurf der nigerianischen Regierung befürwortete, dass die gleichgeschlechtliche Ehe kriminalisieren würde, sowie die „Gründung von lesbischen und schwulen Vereine, Gesellschaften und Organisationen“ und die „Veröffentlichung von, Demonstrationen für oder öffentliches Erscheinen von gleichgeschlechtlichen Liebesbeziehungen durch elektronische oder Printmedien, physisch, mittelbar, unmittelbar oder sonst“ verbot und mit bis zu fünf Jahren Haftstrafe belegte. Das Außenministerium der USA hat das Gesetzentwurf kritisiert als mögliche Verletzung der Verpflichtung Nigerias unter der Internationalen Vereinbarung über Zivile und Politische Rechte. Auch die UNO hat gewarnt, das Gesetz könne zur Verbreitung von AIDS beitragen, da es einer offenen Diskussion über sexuelle Kontakte entgegenwirke.
Akinola befürwortet Haftstrafen für Hochzeitsgäste von gleichgeschlechtlichen Paaren.

## Weihe von Martyn Minns
Im Frühjahr 2007 weihte Akinola auf dem Boden der Vereinigten Staaten gegen den Willen der Kirchenleitung der Episcopal Church in the USA und des Erzbischofs von Canterbury Martyn Minns von der sich in Abspaltung befindlichen Convocation of Anglicans in North America.